# Стефан Симич
Стефан Симич (на сръбски: Стеван Симић или Stevan Simić) е македонски сърбоманин, сръбски географ и историк, революционер, деец на Сръбската четническа организация в Македония и югославски политик.

## Биография
Роден е през 1882 година в Кратово, Османската империя. Основно училище завършва в родното си място, а гимназия в Солун и Цариград. След завършването си става учител в село Туралево. В 1902 година заминава да учи във Философския факултет на Великата школа в Белград, където се дипломира в 1906 година при Йован Цвиич.
Запознава се с основателите на Сръбска отбрана Милорад Годжевац, Йован Атанацкович и Василие Йованович и става член на революционния комитет. От 1906 до 1912 година е преподавател в сръбските гимназии в Битоля, Плевля, Солун и в Скопие. Активен член е на сръбската четническа организация.

През Първата световна война (1914 – 1918) служи като преводач в Британското командване. След войната е директор на сръбските гимназии във Велес, Охрид и Призрен. В писмо от началото на 1923 година до Дружеството „Свети Сава“, писано от Симич като директор на гимназията във Велес, е отбелязано: 
| „ | „Сегашните генерации в Южна Сърбия не ни обичат, а ни презират, особено в градовете... училищата са най-важен фактор, който ще прероди нашите краища.“ | “ |

Награждаван е като управник на най-добрите учебни заведения в страната. Заради противоречия с управляващите партии е пенсиониран в 1929 г., след което е избран като депутат от Кратовски срез. Политически противник е на сърбоманския войвода Мино Станков, който през 20-те и 30-те години на ХХ век разполага с неограничена власт в Кратовско. Симич е автор на обширен доклад за убийствата и издевателствата на Станков.
След началото на Втората световна война се връща в Белград, където остава до края на войната. След нея си променя името и се определя като македонец. Автор е на редица изследвания от областта на етнологията, историята и археологията. Умира в Скопие в 1962 година. Архивът му, пазен в Архива на Сръбската академия, е първоразряден източник за историята на сърбоманията в Македония.

## Трудове
- Историја кратовске области, Београд, 1914.
- Комитско четовање у Старој Србији и Македонији 1903 – 1912, Београд, 1998.